# Communautaire vergunning
Een communautaire vergunning of eurovergunning is een vergunning die transportbedrijven moeten hebben om communautair vervoer te mogen doen. 

## Nederland
Indien een vervoerder transport wil verrichten binnen de Europese Economische Ruimte, kan op verzoek een communautaire vergunning worden afgegeven. Deze vergunning wordt ook wel een eurovergunning genoemd. Ieder transportbedrijf kan deze vergunning bij de NIWO (Nationale en Internationale Wegvervoer Organisatie) aanvragen. Er zijn wel enkele voorwaarden voor de aanvragende bedrijven. Zo moeten ze in het bezit zijn van een binnenlandvergunning en moeten een aanvullende vakbekwaamheidstest volbrengen. Zodra een bedrijf is goedgekeurd krijg het bedrijf van de NIWO een communautaire vergunning en een x aantal kopieën voor in de auto's. Bij het transport buiten de landsgrenzen moet een kopie in de auto aanwezig zijn. De vergunning dient om de 5 jaar verlengd te worden.

## België
Sinds 1991 levert België geen nieuwe vergunningen voor binnenlands transport meer af. Elk vervoer voor derden, zowel binnenlands als communautair, gebeurt met dezelfde communautaire vergunning. Voor binnenlands vervoer en voor intracommunautair vervoer moet dezelfde vergunning in de auto aanwezig zijn; het model voor de vrachtbrief is ook hetzelfde. 

## Wat mag
Met een communautaire vergunning mag het volgende vervoer verricht worden:
- bilateraal vervoer tussen het eigen land en elk ander EU-land, Noorwegen en Zwitserland
- derdelandenvervoer binnen dezelfde zone
- beperkt cabotagevervoer binnen de EER (EU en Noorwegen), ook in het Verenigd Koninkrijk maar niet in Zwitserland
- bilateraal vervoer tussen het eigen land en een land buiten de EU, Noorwegen en Zwitserland (hiervoor zijn meestal wel ritmachtingen benodigd of een CEMT-vergunning).

Een communautaire vergunning is ook een voorwaarde voor het verkrijgen van deze CEMT-vergunning voor bilateraal vervoer van en uit landen buiten de EER.